# 奥武蔵グリーンライン

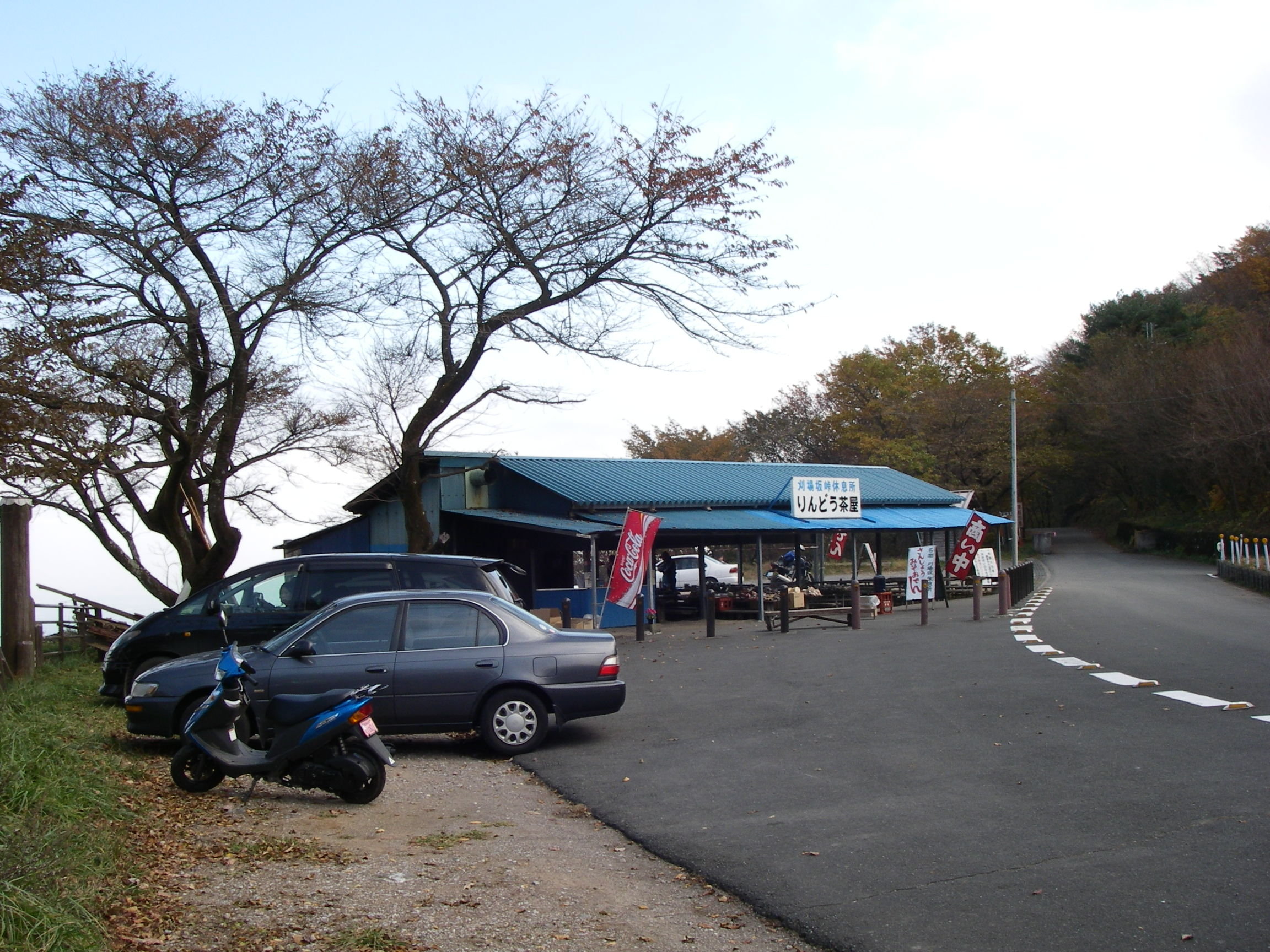
刈場坂峠（2007年11月撮影）

奥武蔵グリーンライン（おくむさしグリーンライン）は、埼玉県入間郡毛呂山町から秩父市に至る林道の愛称である。奥武蔵の林道ドライブコースやサイクリングロードとして人気がある。

## 概要
県道30号線の毛呂山町小田谷から県道186号線に入り鎌北湖に至り、林道権現堂線・林道奥武蔵2号線・林道奥武蔵1号線・林道奈田良線などを経て県道11号線の定峰に至る林道コースの総称である。

## 周辺
林道権現堂線の途中で林道清流線を分岐し物見山や日和田山・巾着田方面に通じる。さらに一本杉峠で林道笹郷線を分岐し県道61号線を経て黒山三滝や越生梅林に至る。途中の林道奥武蔵2号線の顔振峠でも林道風影線を分岐し県道61号線で国道299号線の吾野方面に至る。さらに花立松ノ峠からは林道猿岩線を分岐し県道61号線を経て黒山三滝に至る。花立松ノ峠近くには高山不動がある。さらに飯盛峠から林道梅本線を分岐し越生町方面に通じる。さらに進んだ苅場坂峠では林道刈場坂線を分岐し国道299号線の正丸方面へ至る。林道奥武蔵1号線となる大野峠では林道丸山線を分岐し国道299号線の芦ヶ久保や横瀬方面に至る。林道奥武蔵1号線の白石峠で県道172号線を分岐し明覚方面に至る。白石峠からは林道奈田良線となり奥武蔵グリーンラインの終点の定峰峠に至る。定峰峠では県道11号線が交わり、それを西に進むと国道140号線の大野原方面、東に進むと東秩父村役場方面となる。途中、橋場を左折すれば県道361号線で長瀞に通じる。

## その他
飯盛峠には、NACK5の親局があり、標高が高いので関東一円をほぼカバーしている。
外秩父山地の尾根沿いを走る林道のため夜間は夜景の絶景ポイントが多数ある。全線が舗装されている。
また、途中には顔振峠、関八州見晴台、飯盛峠、苅場坂峠、大野峠など観光名所も多数ある。
| 奥武蔵グリーンライン路中の峠と名所の一覧 |
| --- |
| 鎌北湖 · 天文岩 · 一本杉峠 · 顔振峠 · 黒山展望台 · 傘杉峠 · 花立松ノ峠 · 関八州見晴台 · 飯盛峠 · 檥峠 · 刈場坂峠 · 大野峠 · 高篠峠 · 白石峠 · 定峰峠 |